# Caso Pérez contra Sharp
El Caso Pérez contra Sharp, también conocido como Pérez contra Lippold o Pérez contra Moroney, es un caso de 1948 decidido por la Corte Suprema de California en el que la corte sostuvo por una mayoría de 4 a 3 que la prohibición estatal del matrimonio interracial violaba la Decimocuarta Enmienda a la Constitución de los Estados Unidos.
La decisión de pluralidad de tres jueces fue redactada por el juez asociado Roger J. Traynor, quien más tarde se desempeñaría como presidente del Tribunal Supremo. El juez Douglas L. Edmonds escribió su propia concurrencia de la sentencia, lo que llevó a una mayoría de cuatro jueces a favor de derogar la ley. La disidencia fue escrita por el juez asociado John W. Shenk, el segundo miembro con más años de servicio en la historia de la Corte y un conservador judicial notable. La opinión fue la primera de cualquier estado en anular permanentemente una ley contra el mestizaje en los Estados Unidos.

## Trasfondo
Andrea Pérez (una mujer méxico-estadounidense) y Sylvester Davis (un hombre afroestadounidense) se conocieron mientras trabajaban en una planta de piezas de aviación en Burbank en 1942.
Pérez y Davis solicitaron una licencia de matrimonio con el Secretario del Condado de Los Ángeles. En la solicitud de licencia de matrimonio, Andrea Pérez enumeró su raza como "blanca" y Sylvester Davis se identificó como "negro". Según la ley de California, las personas de ascendencia mexicana generalmente se clasificaban como blancas debido a su herencia española.
El secretario del condado, llamado W. G. Sharp, se negó a emitir la licencia con base en el Código Civil de California, Sección 60: "Todos los matrimonios de personas blancas con negros, mongoles, miembros de la raza malaya o mulatos son ilegales y nulos" y en la Sección 69, que establecía que "no se podrá expedir ninguna licencia que autorice el matrimonio de una persona blanca con un negro, mulato, mongol o miembro de la raza malaya". En ese momento, el estatuto contra el mestizaje de California había prohibido el matrimonio interracial desde 1850, cuando promulgó por primera vez un estatuto que prohibía a los blancos casarse con negros o mulatos.
Pérez, representado por el abogado Daniel G. Marshall, solicitó a la Corte Suprema de California una orden de mandato original para obligar a la emisión de la licencia. Pérez y Davis eran católicos y querían un matrimonio católico con misa. Uno de sus argumentos principales, adoptado por el juez Douglas Edmonds en su opinión concurrente, fue que la Iglesia estaba dispuesta a casarlos y, por lo tanto, la ley estatal contra el mestizaje infringió su derecho a participar plenamente en los sacramentos de su religión, incluido el sacramento de matrimonio.

## Opinión de la corte
El tribunal sostuvo que el matrimonio es un derecho fundamental y que las leyes que restringen ese derecho no deben basarse únicamente en prejuicios. La opinión principal del juez Roger Traynor, junto con el presidente del Tribunal Supremo Phil Gibson y el juez Jesse Carter, sostuvo que las restricciones debidas a la discriminación violaron los requisitos constitucionales del debido proceso y la protección equitativa de las leyes. El tribunal anuló el estatuto de California, sosteniendo que la Sección 69 del Código Civil de California era demasiado vaga e incierta para ser restricciones exigibles al derecho fundamental del matrimonio y que violaron la Decimocuarta Enmienda al menoscabar el derecho a casarse solo por motivos de raza.
En una opinión concurrente separada, el juez Douglas Edmonds sostuvo que el estatuto violaba la libertad religiosa de los demandantes ya que la ley contra el mestizaje infringía su derecho a participar plenamente en el sacramento del matrimonio.
En una opinión concurrente por separado, el juez Carter escribió que los estatutos bajo consideración eran "el producto de la ignorancia, el prejuicio y la intolerancia" que "nunca fueron constitucionales" porque cuando se promulgaron por primera vez "violaban la ley suprema del país tal como se encuentra en la Declaración de Independencia". Con respecto a "la conveniencia o inconveniencia de las mezclas raciales", señaló que el escrito del peticionario incluía varias citas del manifiesto autobiográfico de Adolf Hitler Mi lucha, y afirmó que "para cuestionar la exactitud de los escritos de un loco, agitador, asesino en masa, sería revestir sus declaraciones con un aura inmerecida de respetabilidad y autoridad".
La disidencia de Shenk, junto con B. Rey Schauer y Homer R. Spence, escribió que las leyes contra el mestizaje tenían una larga historia en el derecho consuetudinario y eran legales cuando se promulgaron, por lo que no había base para cambiarlas. "Es difícil ver por qué tales leyes, válidas cuando se promulgaron y constitucionalmente exigibles en este estado durante casi 100 años y en otros lugares durante un período de tiempo mucho más largo, ahora son inconstitucionales bajo la misma constitución y sin cambios en la situación de hecho".

## Significado
Con su decisión en este caso, la Corte Suprema de California se convirtió en la primera corte del siglo XX en sostener que una ley estatal contra el mestizaje viola la Constitución de los Estados Unidos. Precedió a Loving contra Virginia (1967), el caso en el que la Corte Suprema de los Estados Unidos invalidó todos esos estatutos estatales por 19 años y antecedió a los hitos de los derechos civiles como Brown contra el Consejo de Educación (1954) de la que se benefició Loving. De hecho, en Loving, el presidente del Tribunal Supremo Earl Warren citó a Pérez en la nota al pie 5, y al menos un académico ha discutido hasta qué punto Pérez influyó en su opinión.
Pérez fue gran parte de la base de la decisión de 2008 de la Corte Suprema de California, In re Marriage Cases (2008) 43 Cal. 4th 757, que declaró inconstitucional la ley de California que restringe el matrimonio entre un hombre y una mujer.

## Otras lecturas
- RA Lenhardt, "Más allá de la analogía: Pérez V. Sharp, la ley contra el mestizaje y la lucha por el matrimonio entre personas del mismo sexo", en California Law Review, vol. 96, núm. 4, agosto de 2008, 839-900